# Ω-begränsat rum
Inom matematiken är ett ω-begränsat rum ett topologiskt rum där slutna höljet av varje uppräknelig delmängd är kompakt. Mer allmänt om P är någon egenskap av delrum är ett P-begränsat rum ett rum där varje delrum med egenskapen P har kompakt slutet hölje.
Varje kompakt rum är ω-begränsat, och varje ω-begränsat rum är uppräkneligt kompakt. 